# بوب باركر (سياسي)
بوب باركر (بالإنجليزية: Bob Parker)‏ هو سياسي نيوزلندي، ولد في 13 يناير 1953 في كرايستشرش في نيوزيلندا. حزبياً، نشط في لاحزبي ‏.